# 33 Immortals
33 Immortals est un futur jeu vidéo d'action roguelike développé et publié par Thunder Lotus Games. Le jeu devrait sortir sur Microsoft Windows et Xbox Series via un accès anticipé en 2025.

## Système de jeu
33 Immortals est un jeu vidéo d'action joué dans une perspective vue de dessus. Dans le jeu, le joueur prend le contrôle d'une âme damnée qui doit se battre à travers l'enfer, le purgatoire et le paradis alors qu'elle se rebelle contre un Dieu cruel qui les bannit,. Le jeu prend en charge le mode multijoueur coopératif à 33 joueurs, et chaque session de jeu, qui dure environ 25 minutes, est comparable aux missions de raid des jeux en ligne massivement multijoueurs.
Les joueurs commencent chaque session dans la « Forêt Sombre », un monde central dans lequel les joueurs peuvent sélectionner leurs archétypes de personnage (mêlée, à distance, soutien ou tank) avant de s'aventurer à travers la Porte Éternelle vers le champ de bataille. Les joueurs sont initialement divisés en équipes de six pendant qu'ils explorent la carte et terminent les Chambres de Torture (décrites par l'équipe comme des mini-donjons). Une fois qu'une salle est terminée, les joueurs débloqueront des reliques et déclencheront la colère de Dieu, ce qui engloutira toute la carte dans le feu. Les joueurs survivants restants sont ensuite répartis en trois équipes, chaque équipe ayant une chance de terminer des «batailles d'ascension», débloquant des reliques légendaires qui offrent des bonus globaux à toute l'équipe. La partie se termine ensuite par un combat de boss. Le placement des ennemis, les défis de jeu et les récompenses de chaque session sont générés de manière procédurale. Les joueurs sont ensuite renvoyés dans la Forêt Sombre dans laquelle ils peuvent modifier leur équipement, discuter avec des personnages non jouables pour débloquer de nouvelles armes, reliques et avantages poétiques, qui offrent généralement des bonus statistiques.
Les joueurs peuvent librement personnaliser leur avatar jouable avec divers objets cosmétiques. Le jeu propose 14 armes différentes inspirées des sept péchés capitaux et des sept vertus célestes, les joueurs doivent collaborer les uns avec les autres pour libérer des « pouvoirs coopératifs », qui sont des mouvements puissants qui peuvent infliger une grande quantité de dégâts dévastateurs aux ennemis. Si un joueur est vaincu, les autres joueurs peuvent le faire revivre dans un délai déterminé, bien que le jeu ait une difficulté définie, ce qui signifie que les joueurs sont plus susceptibles d'atteindre leurs objectifs et de vaincre les boss avec succès si tous leurs coéquipiers survivent,.

## Développement
33 Immortals est développé par Thunder Lotus Games, le studio derrière Spiritfarer. Le décor du jeu a été inspiré par la Divine Comédie, avec Dante, Béatrice, Virgile et Charon apparaissant tous dans le jeu en tant que personnages secondaires, bien que leurs antécédents aient été retravaillés pour répondre aux valeurs modernes. Par exemple, Béatrice a été repensée en guide du Purgatoire à un "chef de la rébellion", et Virgile est devenu une érudite qui s'intéresse à "la science, les valeurs morales et l'utilisation des armes".
33 Immortals est le premier jeu vidéo en ligne de Thunder Lotus. Pour relever les défis du développement d'un jeu en ligne, le studio s'est élargi en deux équipes de développement parallèles et a recruté du personnel ayant une expérience préalable de travail sur un projet multijoueur. Bien qu'une préparation approfondie soit essentielle pour que les joueurs réussissent les missions de raid dans d'autres jeux MMO, 33 Immortals a été décrit par l'équipe comme une expérience de « collecte et raid », car le jeu rationalise le processus de mission et permet aux joueurs de passer à l'action « autant rapidement que fluidement possible",. Alors que l'équipe avait initialement expérimenté des sessions de jeu avec 100 joueurs, le nombre maximum de joueurs a été réduit à 33. Selon l'équipe, 33 a été choisi, car chaque quantique de Divine Comédie comporte 33 chants.
Thunder Lotus a annoncé 33 Immortels en juin 2023 lors de l'Xbox Games Showcase. Le jeu devait sortir en accès anticipé en 2024 pour Microsoft Windows (via l'Epic Games Store) et Xbox Series, mais finalement, le studio a annoncé le 17 octobre 2024 reporter le jeu à 2025. 
La date de sortie définitive en accès anticipée est dévoilée le 24 février 2025, lors d'un évènement Xbox Direct. Le jeu est donc prévu pour le 18 mars 2025, avec un accès possible via le Xbox Game Pass. Le jeu sort bien à cette date.

## Accueil

### Ventes
Le 1er avril, soit 13 jours après sa sortie en accès anticipé, 33 Immortals atteint les 500 000 joueurs, regroupant les achats sur l'Epic Games Store et sur Xbox avec les accès via le Xbox Game Pass,.